# Міжнародне бюро миру

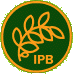
Логотип

Міжнародне бюро миру (фр. Bureau International Permanent de la Paix, англ. International Peace Bureau) — міжнародний рух за мир, заснований у 1891 році.

## Історія
Організація була заснована за підсумками Міжнародного конгресу миру, що відбувся в Римі в 1891 році. Одним із засновників бюро, а також його першим головою виступив данський політик Фредрік Байєр. Основними завданнями Міжнародного бюро миру були організація та проведення міжнародних конференцій, пропаганда миру, а також підтримка контактів пацифістських груп та установ. За організацію конференцій з роззброєння рух у 1910 році було відзначено Нобелівською премією миру.
Згорнувши свою діяльність під час Першої світової війни, після її закінчення організація знову продовжила роботу, зосередившись на гуманітарній діяльності неурядових організацій. З початком Другої світової війни Міжнародне бюро миру знову призупинило свою діяльність. У 1946 році деякі з колишніх членів організації зібралися, щоб відновити її роботу: нова організація отримала назву Міжнародний комітет взаємодії організацій у боротьбі за мир. У 1961 році рух було визнано наступником Міжнародного бюро миру, після чого він став діяти під колишньою назвою.